# Bernardo de Atayde y Lima Pereyra
Bernardo de Atayde y Lima Pereyra (Guimarães, 1599—Àvila, 1656) fou un religiós portuguès, bisbe d'Astorga (1644-1654) i d'Àvila (1654-1656).
Nascut a Guimarães el 1599, fill del comte de Castro Daire Antonio de Atayde, Capità General de la Marina d'Índies de Portugal, i de la seva esposa, Ana de Lima Pereyra.
Graduat com a Doctor en la Universitat de Coïmbra. Fou diputat del Tribunal de la Inquisició de Lisboa, i canonge de la catedral de la ciutat, també d'Elvas i Leiria. El 1629, el rei Felip IV de Castella, aleshores també rei de Portugal, el nomenà prior de Guimarães. El 1640 és bisbe electe de Portalegre, però no arribà a prendre possessió del càrrec a causa de la revolta que esclatà a Portugal aquell any. Segons afirma Enrique Flórez, preferí mantenir-se fidel al rei castellà, que el va correspondre nomenant-lo bisbe d'Astorga el 1645. Allà celebrà sínode diocesà, feu obres a la catedral i altres esglésies locals i es dedicà a obres de beneficència. El 1654 fou promogut al bisbat d'Àvila i dos anys més tard nomenat arquebisbe electe de Burgos, sense arribar a prendre possessió a causa de la seva mort, succeïda el 17 de febrer de 1656.